# Хоружевка (Полтавская область)
Хоружевка (укр. Хоружівка) — село,
Куйбышевский сельский совет,
Оржицкий район,
Полтавская область,
Украина.
Код КОАТУУ — 5323682604. Население по переписи 2001 года составляло 245 человек.
Имеется на Карте РККА M-36 (Б) • 1 км. Курская, Белгородская, Сумская и Полтавская области.1941 год  как хутор Хоружиев  

## Географическое положение
Село Хоружевка находится в 3-х км от правого берега реки Слепород,
в 1,5 км от села Вишнёвое.